# The Star-Spangled Man
"The Star-Spangled Man" es el segundo episodio de la miniserie de televisión estadounidense The Falcon and the Winter Soldier, basada en Marvel Comics que presenta a los personajes Sam Wilson/Falcon y Bucky Barnes/Winter Soldier. Sigue a la pareja mientras trabajan juntos a regañadientes para rastrear una organización antinacionalista conocida como los Flag Smashers. El episodio está ambientado en el Universo Cinematográfico de Marvel (MCU), compartiendo continuidad con las películas de la franquicia. Fue escrito por Michael Kastelein y dirigido por Kari Skogland.
Anthony Mackie y Sebastian Stan repiten sus respectivos papeles como Sam Wilson y Bucky Barnes de la serie de películas, con Wyatt Russell, Erin Kellyman, Danny Ramirez y Daniel Brühl también como protagonistas. El desarrollo comenzó en octubre de 2018 y Skogland se unió en mayo de 2019. El episodio ofrece una introducción completa a la nueva versión de la serie del Capitán América, John Walker (Russell), con una entrevista de Good Morning America y una interpretación nueva de la canción de Alan Menken "Star Spangled Man" de la película Capitán América: El Primer vengador (2011). La filmación del episodio tuvo lugar en Pinewood Atlanta Studios en Atlanta, Georgia, con filmaciones en locaciones en el área metropolitana de Atlanta y en Praga.
"The Star-Spangled Man" se estrenó en el servicio de transmisión Disney+ el 26 de marzo de 2021. Fue bien recibido, y los críticos elogiaron ampliamente los comentarios y diálogos raciales del episodio, la química entre Mackie y Stan, y la introducción del personaje del cómic Isaiah Bradley (Carl Lumbly).

## Trama
Antes de ser presentado como el nuevo Capitán América, John Walker conversa con su novia y su mejor amigo Lemar Hoskins sobre la presión que va a tener para su nuevo rol. Luego, aparece en Good Morning America y habla sobre su deseo de estar a la altura del manto de Steve Rogers. Bucky observa decepcionado por televisión, y pronto confronta a Sam sobre su decisión de entregar el escudo del Capitán América al gobierno de los Estados Unidos. Tras una tensa discusión, decide ir con Wilson mientras busca al grupo terrorista Flag Smashers.
Wilson y Barnes viajan a Múnich y encuentran a los Flag Smashers contrabandeando medicamentos. Wilson identifica a una posible rehén, que se revela como la líder del grupo, Karli Morgenthau. Descubriendo que tienen sus habilidades mejoradas y son supersoldados, los Flag Smashers dominan rápidamente a Barnes y Wilson hasta que Walker y Lemar, quien es su compañero en batalla bajo el nombre Battlestar, acuden en su ayuda, aunque los Flag Smashers escapan. Walker y Hoskins les pide a Sam y Bucky que se unan a ellos para ayudar al Consejo de Repatriación Global (GRC) a sofocar las revoluciones violentas en curso posteriores al Blip, pero se niegan, haciendo notar su molestia por tomar el manto de Steve. Mientras tanto, Morgenthau y su grupo encuentran refugio, pero Karli recibe un texto amenazante de una misteriosa persona conocida como el Mediador de Poder.
Buscando información, Bucky lleva a Sam a Baltimore y le presenta a Isaiah Bradley, quien resulta ser un supersoldado veterano que luchó contra Barnes en la Guerra de Corea. Bradley se niega a ayudarlos a descubrir información sobre sueros del supersoldado adicionales aún  traumado por cómo el gobierno de los EE. UU. y Hydra lo mantuvieron encarcelado y experimentaron con él durante 30 años. Sam le reprocha a Bucky por haber mantenido en secreto la existencia de un súper soldado afroamericano; en ello, Wilson es acosado por la policía y Barnes es arrestado por faltar a una cita de terapia. Barnes es puesto en libertad bajo fianza tras la intervención de Walker y Hoskins; pero antes de irse, Barnes y Wilson se ven obligados a una sesión de terapia con el terapeuta de Barnes, la Dra. Raynor, donde Bucky vuelve a encarar a Sam sobre la entrega del escudo.
Walker y Hoskins vuelven a pedirle a Barnes y Wilson que trabajen con ellos, pero se niegan una vez más. Descontento, Walker advierte al dúo que no se interponga en su camino. En Eslovaquia, los Flag Smashers escapan en avión mientras un miembro se queda atrás para mantener a raya a los hombres del Mediador de Poder. Para recopilar información sobre los Flag Smashers y recordando la mención a Hydra, Barnes le propone a un reacio Wilson, visitar a la persona que más sabe de sus secretos: el encarcelado en Berlín, Helmut Zemo.

## Producción

### Desarrollo
Para octubre de 2018, Marvel Studios estaba desarrollando una serie limitada protagonizada por Sam Wilson / Falcon de Anthony Mackie y Bucky Barnes / Winter Soldier de Sebastian Stan de las películas del Universo cinematográfico de Marvel (MCU). Malcolm Spellman fue contratado como escritor principal de la serie,   que se anunció como The Falcon and the Winter Soldier en abril de 2019.  Spellman modeló la serie a partir de películas de amigos que tratan sobre la raza, como 48 Hrs. (1982), Los desafiantes (1958), Arma letal (1987) y Hora punta (1998).  Kari Skogland fue contratada para dirigir la miniserie un mes después,  y fue productora ejecutiva junto a Kevin Feige, Louis D'Esposito, Victoria Alonso y Nate Moore de Marvel Studios y Spellman. El segundo episodio fue escrito por Michael Kastelein y se titula "The Star-Spangled Man".  Fue lanzado en el servicio de transmisión Disney+ el 26 de marzo de 2021. 

### Casting
El episodio está protagonizado por Anthony Mackie como Sam Wilson, Sebastian Stan como Bucky Barnes, Wyatt Russell como John Walker / Capitán América, Erin Kellyman como Karli Morgenthau, Danny Ramirez como Joaquin Torres y Daniel Brühl como Helmut Zemo.  También aparecen Clé Bennett como Lemar Hoskins / Battlestar,  Carl Lumbly como Isaiah Bradley,  Desmond Chiam, Dani Deetté e Indya Bussey como los Flag Smashers Dovich, Gigi y DeeDee, respectivamente, Renes Rivera como Lennox, Tyler Dean Flores como Diego, Ness Bautista como Matías, Amy Aquino como la Dra. Christina Raynor,  Elijah Richardson como Eli Bradley,  Noah Mills como Nico, Gabrielle Byndloss como Olivia Walker,  Mike Ray como Alonso Barber, Neal Kodinsky como Rudy y la periodista de Good Morning America Sara Haines como ella misma.  

### Filmación y efectos visuales
El rodaje tuvo lugar en Pinewood Atlanta Studios en Atlanta, Georgia,   con la dirección de Skogland,  y PJ Dillon como director de fotografía. El rodaje en exteriores tuvo lugar en el área metropolitana de Atlanta y en Praga.   Según Aquino, la escena de la terapia con Wilson y Barnes fue improvisada en gran medida entre Mackie y Stan.  Los efectos visuales para el episodio fueron creados por Digital Frontier FX, Tippett Studio, Rodeo FX, QPPE, Cantina Creative, Technicolor VFX y Trixter.  

### Música
La línea de batería del episodio reproduce una interpretación de la canción "Star Spangled Man" de Alan Menken, que se escuchó por primera vez en Capitán América: El primer vengador (2011), que el compositor de la serie Henry Jackman atribuyó a Skogland y al supervisor musical de la serie. Lo describió como una parodia. Esta interpretación se incluyó, junto con selecciones de la partitura del compositor Henry Jackman para el episodio, en el vol. 1 del álbum de la banda sonora, que fue lanzado digitalmente por Marvel Music y Hollywood Records el 9 de abril de 2021.  

## Marketing
El 19 de marzo de 2021, Marvel anunció una serie de carteles creados por varios artistas para corresponder con los episodios de la serie. Los carteles se publicaron semanalmente antes de cada episodio,    y el segundo cartel, diseñado por Salvador Anguiano, se reveló el 22 de marzo  Después del lanzamiento del episodio, Marvel anunció productos inspirados en el episodio como parte de su promoción semanal "Marvel Must Haves" para cada episodio de la serie, incluida ropa, accesorios y coleccionables que incluyeron una figura Funko Pop y Marvel Legends de Walker y un Figura de Soldado del Invierno de Hot Toys.

## Recepción

### Audiencia
Nielsen Media Research, que mide la cantidad de minutos vistos por el público de los Estados Unidos en los televisores, incluyó a The Falcon and the Winter Soldier como la serie original más vista en los servicios de transmisión durante la semana del 22 al 28 de marzo de 2021. Entre los dos primeros episodios, que estaban disponibles en ese momento, la serie tuvo 628 millones de minutos vistos, lo que supuso un aumento del 27 % con respecto a la semana anterior.

### Respuesta crítica
El sitio web del agregador de reseñas Rotten Tomatoes informó un índice de aprobación del 100% con una puntuación promedio de 8.1/10 según 37 reseñas. El consenso crítico del sitio dice: "La nueva intriga política y una buena dosis de apuestas emocionales son geniales, pero lo que realmente hace que 'The Star-Spangled Man' cante es el regreso de la química deliciosamente antagónica de Anthony Mackie y Sebastian Stan".
Sulagna Misra de The AV Club se sorprendió de cómo la serie "nos estaba guiando a cómo Sam puede convertirse en el Capitán América. Está claro que no es un problema de nervios ni de inteligencia ni de compasión. Es que Sam siente que no hay una manera fácil de asumir el papel sin sentirse como un impostor, o peor aún, ser tratado como tal". Se sintió aliviada de que Wilson fuera un personaje principal emocionalmente inteligente y disfrutó de las bromas entre él y Barnes. Misra también sintió que Lumbly podía transmitir mucho en su breve escena y le dio al episodio una "A". Gavin Jasper de Den of Geek sintió que la serie encontró su equilibrio en este episodio y estaba "encaminándose hacia un conflicto interesante". Mientras nuestros héroes trabajan juntos a regañadientes, se ven atrapados entre un país que los maltrata y un grupo de terroristas que quieren acabar con los sistemas que maltratan a nuestros héroes". Jasper calificó la escena con Isaiah Bradley como un momento memorable, aunque sombrío, del episodio. Le dio al episodio 4.5 de 5 estrellas. Al darle al episodio una "B", Christian Holub de Entertainment Weekly creyó que era una buena opción explorar a Walker en la apertura del episodio y elogió la escena con Isaiah Bradley. Holub disfrutó viendo a los Flag Smashers ampliar la idea de que Blip tenía algunos beneficios y comparó al grupo con el Loto Rojo de la serie animada La Leyenda de Korra. Hablando de la escena principal del episodio, Holub dijo que fue menos impresionante que la secuencia de apertura del primer episodio, pero compensó su escala más pequeña al agregar más personajes a la pelea. También estaba emocionado por las continuas burlas de los Jóvenes Vengadores que se forman en el MCU, como se ve en otras películas y series de televisión del MCU, con la aparición de Eli Bradley, quien se convierte en Patriot en los cómics.
Sintiendo que "The Star-Spangled Man" se sumergió "de cabeza en su historia" con el episodio dando más tiempo a los Flag Smashers y John Walker después de que el primer episodio estuviera "altamente centrado en los personajes", Matt Purslow de IGN dijo que el episodio era "otro episodio denso y masticable, empañado solo por un enfoque extraño del diálogo antagónico [bromista] de Sam y Bucky "que resultó ser" irritante en lugar de divertido". Purslow sintió que tener la secuencia de acción centrada en los súper soldados "lo vincula perfectamente con el mito del Capitán América que atraviesa el programa" y elogió la escena con Isaiah Bradley. Sintió que esa escena fue un gran momento para Wilson y dijo que era "una buena señal de que el equipo de redacción tiene la intención de continuar explorando el tema de una manera seria que se entrelaza inteligentemente con el mundo más grande que la vida de los superhéroes". Le dio al episodio un 8 sobre 10. Alan Sepinwall de Rolling Stone dijo que el episodio fue "aún más ocupado" que el anterior, pero lo encontró más satisfactorio dado que Wilson y Barnes comparten escenas que "aumentan significativamente el nivel de energía del programa e inyectan algo de humor muy necesario". La sesión de asesoramiento de Wilson y Barnes fue uno de los aspectos más destacados para Sepinwall junto con los diversos chistes recurrentes, aunque criticó el escenario del episodio por ser repetitivo y tener lo que sintió que eran efectos visuales cuestionables.